# Altes Spital (Bad Wimpfen)

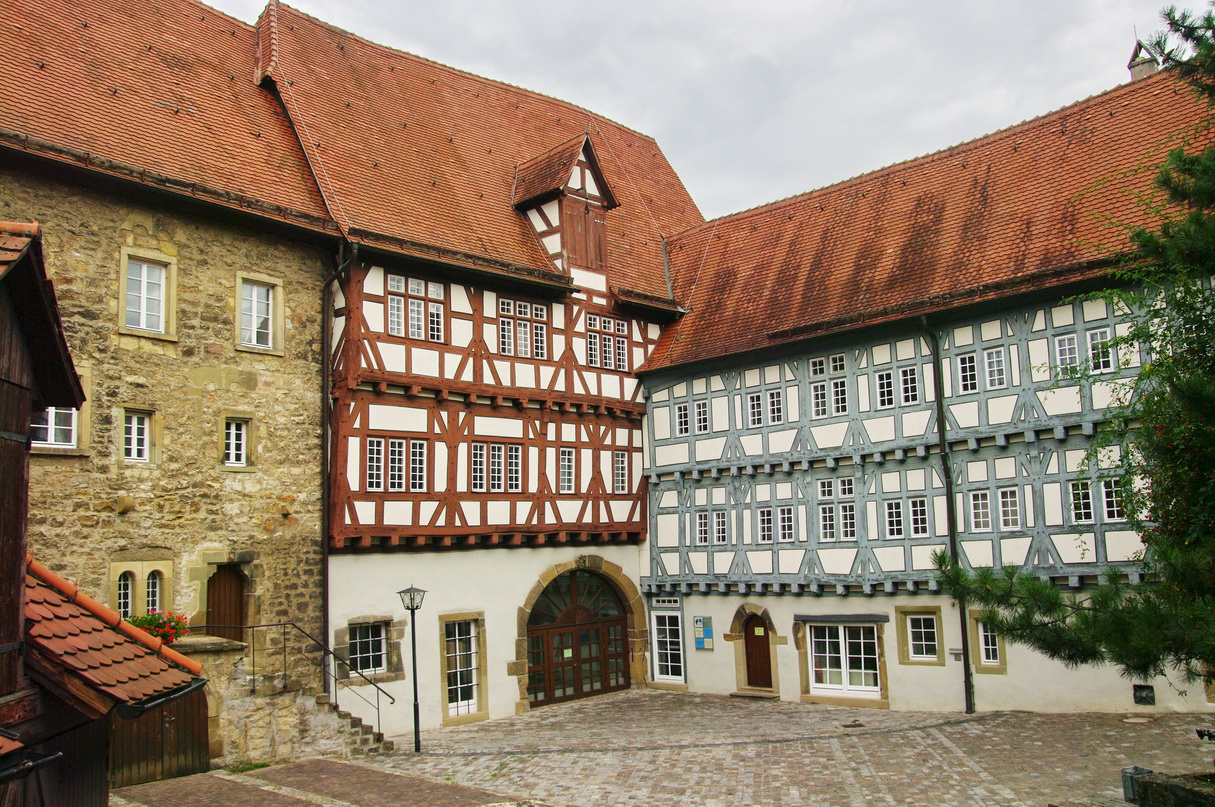
Altes Spital in Bad Wimpfen, Blick in den Spitalhof. Das Steinhaus links ist der älteste Teil des Baukomplexes.

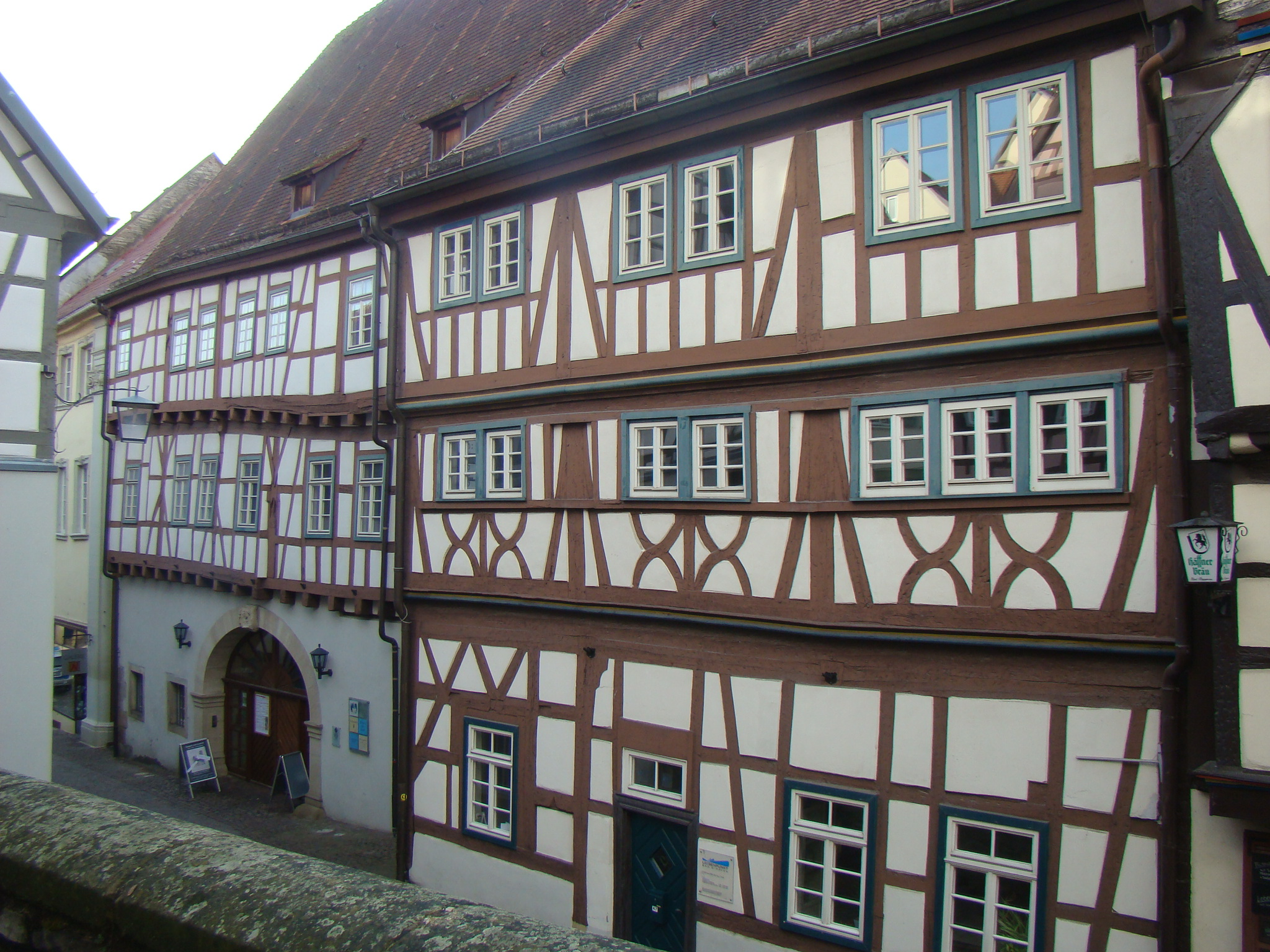
Altes Spital, Ansicht von der Apothekergasse/Hauptstraße. Der rechte Gebäudetrakt ist die nördliche Fachwerk-Erweiterung des Steinhauses

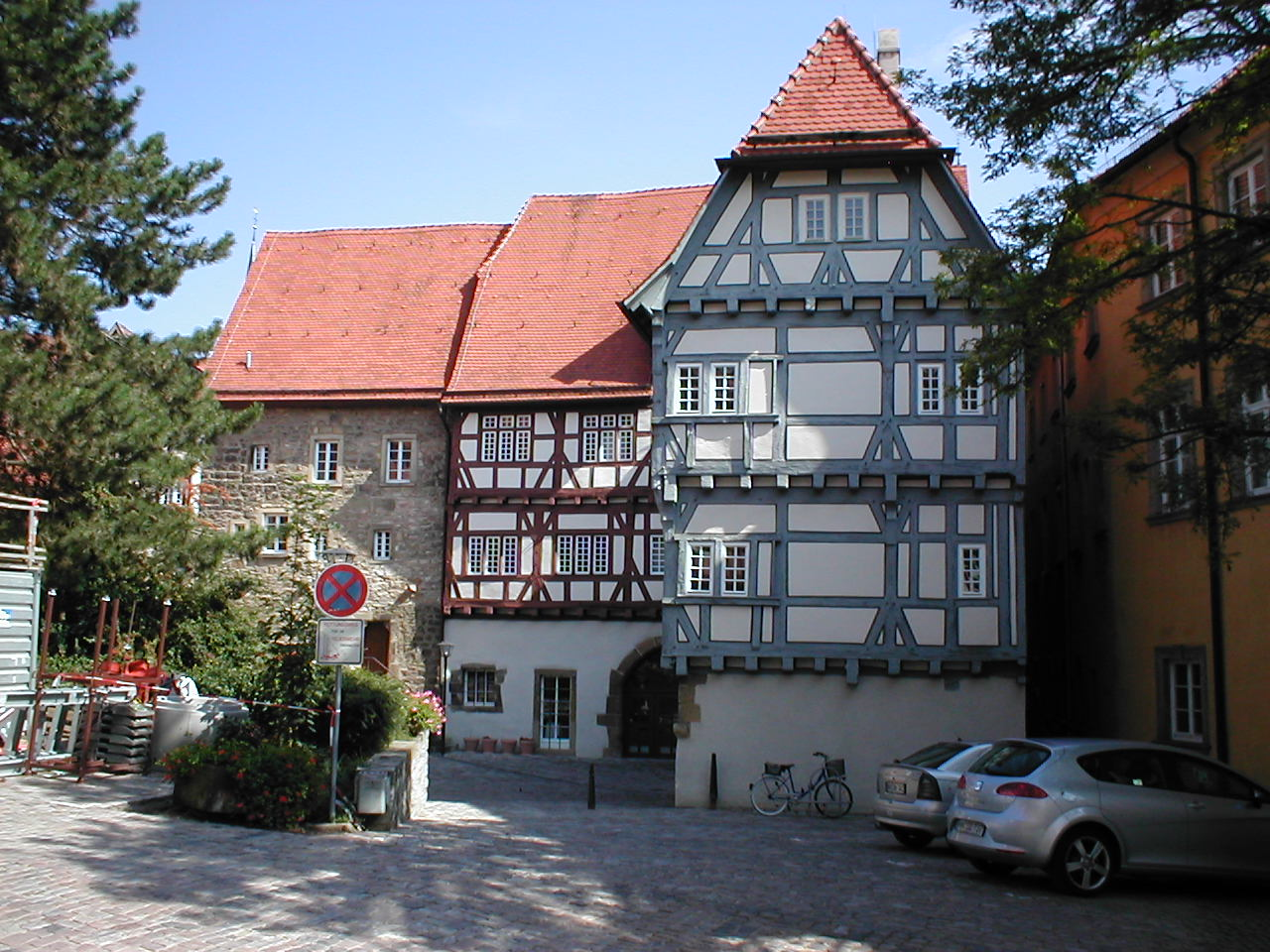
Altes Spital in Bad Wimpfen, Blick von der Langgasse in den Spitalhof

Das Alte Spital in Bad Wimpfen im Landkreis Heilbronn im nördlichen Baden-Württemberg mit Bauteilen aus dem 13. Jahrhundert ist eines der ältesten Bauwerke der früheren Reichsstadt. Es geht auf das um 1230 gegründete Heilig-Geist-Spital zurück und wurde seit 1471 als Bürgerspital genutzt, zuletzt bis in die jüngere Vergangenheit als städtisches Armenhaus. Seit 1992 sind dort das Reichsstädtische Museum und die städtische Galerie untergebracht.

## Geschichte
Das Spital geht auf Stiftungen des königlichen Schultheißen Wilhelm von Wimpfen um 1230 zurück. Es war ursprünglich Johannes dem Täufer geweiht und liegt südlich zu Füßen der Pfalz Wimpfen und der anschließenden Bergstadt an einem Bachlauf und einer alten Fernstraße, der heutigen Hauptstraße. Zu seinem Unterhalt erhielt das Spital verschiedene Rechte und Güter, darunter das Kirchenpatronat der Veitskirche in Flein und dessen Zehntbezüge sowie das Eigentum am Hipfelhof bei Frankenbach. Die Leitung des Spitals lag anfangs wohl beim Johanniterorden, bevor der 1198 vom Papst bestätigte Heilig-Geist-Orden bis allenfalls 1250 die Leitung des Spitals innehatte. Noch aus dieser Zeit stammt der älteste Teil der Anlage, das romanische Steinhaus mit den für die Bauzeit charakteristischen Rundbogenfenstern, heute der westlichste Flügel nördlich des Spitalhofs. Das einem Wohnturm ähnelnde Gebäude könnte, so wird vermutet, auch nur als Wohnhaus für die Ordensbrüder gedient haben, da die kleine Grundfläche des Steingebäudes nur wenig Raum zur Unterbringung von Armen, Kranken und Reisenden geboten hätte. 1421 wurde auf dessen Ostseite längs der heutigen Hauptstraße auf einem Steinsockel ein länglicher Fachwerkbau mit Tordurchfahrt zum Hof angebaut.
1471 erweiterte man noch einmal auf derselben Seite durch einen südlich ausgerichteten Querbau bis hin zur Langgasse. Im selben Jahr wurde auf Veranlassung des Rats der Stadt Wimpfen das geistliche Spital vom städtischen Spital abgetrennt. Das Bürgerspital nutzte künftig die bestehenden Spitalgebäude, während dem geistlichen Konvent die sich nur durch eine schmale Gasse getrennt westlich anschließenden Gebäude (mit ehemaliger Johanneskirche und Konventshaus) verblieben. 1543 setzte man dem Steinhaus des Bürgerspitals einen nördlichen Fachwerkanbau zur Hauptstraße hin vor. Die Bergstadt war durch spätmittelalterliche Stadterweiterungen inzwischen so sehr gewachsen, dass das Gebäudeensemble in ihrer Mitte lag. Bis heute besteht es fast unverändert in seiner damals erreichten Gestalt.
Zum Spital gehörte lange Zeit auch die auf halbem Weg in die Talstadt auf einem Vorhügel des Altenbergs gelegene Magdalenenkapelle, die um 1820 dem Bau der Saline zum Opfer fiel.
Das geistliche Spital wurde zu Beginn des 19. Jahrhunderts säkularisiert, das Bürgerspital jedoch bestand bis ins 20. Jahrhundert als städtisches Armenhaus fort, in dem schlicht ausgestattete Wohnungen eingerichtet waren. Wegen der ununterbrochenen Nutzung bis in die jüngere Vergangenheit und wegen oft knapper Mittel der Stadt unterblieb bis ins späte 20. Jahrhundert jeder größere Umbau und jede Modernisierung des Gebäudekomplexes. Dadurch haben sich die originale Bausubstanz, wie etwa Bohlenbalkendecken und gotische Türen, und die ursprüngliche Raumanordnung der verschiedenen Bauabschnitte erhalten.
Um 1990 wurde die Anlage umfassend und denkmalgerecht saniert. Die Stadt bestimmte das Gebäude angesichts der Qualität seiner Bausubstanz zu öffentlicher Nutzung; seit 1992 beherbergt es das Reichsstädtische Museum und die städtische Galerie.